# Prosopocoilus kannegieteri
Prosopocoilus kannegieteri es una especie de coleóptero de la familia Lucanidae.

## Distribución geográfica
Habita en la Península de Malaca,  Palawan, Sumatra, Borneo y Tailandia.